# فيرا كريبكينا
فيرا سامويلوفنا كريبكينا (بالروسية: Вера Самуиловна Крепкина) هي متسابقة ألعاب قوى روسية سوفيتية معتزلة ولدت في يوم 16 أبريل 1933 في بلدة كوتلنيش في روسيا في الاتحاد السوفيتي، مثلت الاتحاد السوفيتي في الألعاب الأولمبية في دورات 1952 و1956 و1960، إختصت بمسابقة الوثب الطويل وبسباقات المسافات القصيرة، أبرز إنجازاتها هو فوزها بالميدالية الذهبية بشكل مفاجئ في دورة الألعاب الأولمبية الصيفية 1960 في روما بعد تحقيقها وثبة بمقدار 6.37 متر محطمةً بذلك الرقم القياسي العالمي ومتفوقة على البطلة الأولمبية السابقة البولندية إيليشبيتا كريشينسكا وعلى حاملة الرقم القياسي العالمي السابق الألمانية الشرقية هيلدرون كلاوس. على صعيد المسافات القصيرة فازت كريبكينا بميدالية ذهبية في بطولة أوروبا لألعاب القوى 1954 في برن وفازت بميدالية أخرى في بطولة أوروبا لألعاب القوى 1958 في ستوكهولم وفازت بالميدالية الفضية في سباق 100 متر أيضاً في بطولة أوروبا لألعاب القوى 1958، بعد إعتزالها ألعاب القوى عملت كمدربة للأطفال في ألعاب القوى في أوكرانيا.

## روابط خارجية
- فيرا كريبكينا على موقع الاتحاد الدولي لألعاب القوى (الإنجليزية)
- فيرا كريبكينا على موقع اللجنة الأولمبية الدولية (الإنجليزية)
- فيرا كريبكينا على موقع أوليمبيديا (الإنجليزية)